# Hofors World Cup
Hofors World Cup spelades årligen 1984–1998 och var en årlig internationell världscupturnering i rinkbandy för herrar, spelad i Hofors i Sverige under september månad. 16 lag indelades i fyra fyralagsgrupper, där de två bästa i varje grupp gick vidare till kvartsfinal. 1984 deltog bara 8 lag, 1985 12 lag. 1998 hoppade de ryska lagen av på grund av finanskris i Ryssland, och bara 14 lag deltog.
Pokalen det spelas om är ett vandringspris, men det lag som vinner turneringen tre år i rad får behålla det, vilket Västerås SK gjorde 1993 och Sandvikens AIK 1998. Cupen har inte spelats sedan 1998.
2000 utlystes Hofors World Cup Rinkbandy Herrar 2000  den 15 - 17 september med sista anmälningsdag 30 maj, dock utan att cupen blev av det året.

## Finalmatcher
- 1984 - Falu BS,  Sverige-Ljusdals BK,  Sverige 4-5 (2-3)
- 1985 - Skutskärs IF,  Sverige-Falu BS,  Sverige 2-6 (1-3)
- 1986 - Vetlanda BK,  Sverige-IFK Motala,  Sverige 6-5 (3-2)
- 1987 - Sandvikens AIK,  Sverige-Vetlanda BK,  Sverige 1-4
- 1988 - IFK Motala,  Sverige-Selångers SK,  Sverige 5-4
- 1989 - Sandvikens AIK,  Sverige-IK Sirius,  Sverige 3-1
- 1990 - Västerås SK,  Sverige-HK Vodnik,  Sovjetunionen 2-3
- 1991 - Västerås SK  Sverige-SKA Sverdlovsk,  Sovjetunionen 3-1
- 1992 - Västerås SK  Sverige-Sandvikens AIK,  5-3
- 1993 - Sandvikens AIK,  Sverige-Västerås SK,  Sverige 1-4
- 1994 - Västerås SK,  Sverige-Edsbyns IF,  Sverige 4-6
- 1995 - Sandvikens AIK,  Sverige-Västerås SK,  Sverige 10-2
- 1996 - Sandvikens AIK,  Sverige-Västerås SK,  Sverige 9-1
- 1997 - Sandvikens AIK,  Sverige-Västerås SK,  Sverige 4-3
- 1998 - Sandvikens AIK,  Sverige-Västerås SK,  Sverige 4-1